# Killers of the Cosmos
Killers of the Cosmos (lit. Asesinos del Cosmos) conocida en Hispanoamérica como Peligros del Universo, es una serie documental de televisión sobre ciencia conducida por Aiden Gillen. Emitida por Discovery Science, se estrenó el 19 de septiembre de 2021.

## Formato
En un formato que Discovery Science describe como "space noir", Killers of the Cosmos explora las posibles amenazas letales que el cosmos plantea a la vida en la Tierra a través de las "investigaciones" de un investigador privado, el "Detective Gumshoe", modelado al estilo de un personaje de una novela de Raymond Chandler — interpretado por Aidan Gillen en forma animada. En secuencias dramáticas con guion que combinan las características del cine negro con las de una novela gráfica de ficción pulp ambientada a mediados del siglo XX, el Detective Gumsho presenta cada episodio, con la ayuda de una misteriosa informante interpretada por Sarah Winter, el detective toma un "caso" y busca a un "asesino" explorando una amenaza letal que el cosmos representa para la humanidad. Las secuencias animadas vinculan segmentos de documentales de acción en vivo convencionales en los que expertos en astronomía, astrofísica, cosmología, ciencia planetaria, biología e ingeniería aeroespacial describen y explican fenómenos que podrían amenazar la Tierra, cómo representan una amenaza, qué sucedería en la Tierra si realmente ocurrieron, la probabilidad de que ocurran y cómo contrarrestarlos.

## Producción
La serie fue producida por Wall to Wall Media para bilibili (Shanghai Kuanyu Digital Technology Co., Ltd) y Discovery, Inc.. Los productores ejecutivos de Wall to Wall Media fueron Tim Lambert y Jeremy Dear, y de Discovery, Inc., fueron Caroline Perez, Abram Sitzer y Wyatt Channell. El productor de la serie fue Nigel Paterson. Mientras que Ben Scott dirigió los episodios.

## Lista de episodios
Fuentes:
| Episodio | Título                                                                 | Dirigido por | Fecha de estreno         |
| --- | ---------------------------------------------------------------------- | ------------ | ------------------------ |
| 1 | "The Case of the Killer Rocks" ("El caso de las rocas asesinas")       | Ben Scott    | 19 de septiembre de 2021 |
| La Tierra es golpeada por 100 toneladas de rocas desde el espacio todos los días. La mayoría de las rocas espaciales se queman en la atmósfera, pero una sola roca acabó con los dinosaurios. ¿Podría volver a suceder, y el mismo destino aguarda a los humanos? |                                                                        |              |                          |
| 2 | "The Case of the Dark Star" ("El caso de la estrella oscura")          | Ben Scott    | 26 de septiembre de 2021 |
| Hay millones de agujeros negros, algunos de los cuales son pícaros que atraviesan el espacio a toda velocidad. ¿Podría alguno de ellos destruir la Tierra? |                                                                        |              |                          |
| 3 | "The Case of the Death Ray" (El caso del rayo de la muerte)            | Ben Scott    | 3 de octubre de 2021     |
| Los rayos gamma golpean la Tierra todos los días. Cuando una estrella masiva muere, puede dirigir un estallido de rayos gamma hacia el cosmos, y si tal estallido golpeara la Tierra, destruiría toda la vida en el planeta. ¿Cuáles son las posibilidades de que un estallido de rayos gamma golpee la Tierra y destruya a la humanidad? |                                                                        |              |                          |
| 4 | "The Case of the Cosmic Scrap" (El caso de la chatarra cósmica)        | Ben Scott    | 10 de octubre de 2021    |
| Unos 6.000 satélites artificiales y más de 100 millones de piezas de desechos espaciales artificiales orbitan la Tierra, todos viajando más rápido que una bala, y los números aumentan cada año. Alrededor del 60 por ciento de los satélites están muertos y ya no están bajo el control humano. Algún día, una colisión entre solo dos satélites o pedazos de escombros podría conducir a una reacción en cadena catastrófica de colisiones que causarían un colapso de las comunicaciones que afectaría a todo el planeta. |                                                                        |              |                          |
| 5 | "The Case of the Little Green Men" (El caso de los hombrecitos verdes) | Ben Scott    | 17 de octubre de 2021    |
| Cientos de miles de millones de planetas existen solo en nuestra galaxia, y las probabilidades sugieren que probablemente existan civilizaciones alienígenas en algunos de ellos. Algún día, los extraterrestres podrían visitar la Tierra. ¿Serían una amenaza para la vida humana, asesinos letales con la intención de invadir la Tierra y saquearla? |                                                                        |              |                          |
| 6 | "The Case of the Big Sleep" (El caso del gran sueño)                   | Ben Scott    | 24 de octubre de 2021    |
| Incluso el universo llegará a su fin. ¿Cuándo llegará el final? ¿Y cómo terminará el universo? ¿La gravedad lo hará colapsar, o se expandirá para siempre, o la energía oscura desgarrará la estructura del espacio? |                                                                        |              |                          |